# جاك كيني (مدع)
جاك كيني (بالإنجليزية: Jack Keeney)‏ هو مدع أمريكي، ولد في 19 فبراير 1922، وتوفي في 19 نوفمبر 2011 بسبب مرض.